# Central-Mid levels escalator
Il Central-Mid levels escalator (in cinese: 中環至半山自動扶手電梯系統) è un articolato sistema di scale mobili e marciapiedi semoventi che collega il Central District con il Western District di Hong Kong.
Con i suoi circa 800 metri di lunghezza è considerato il più lungo sistema coperto di scale mobili esterne e quotidianamente trasporta circa 85.000 persone.

## Storia

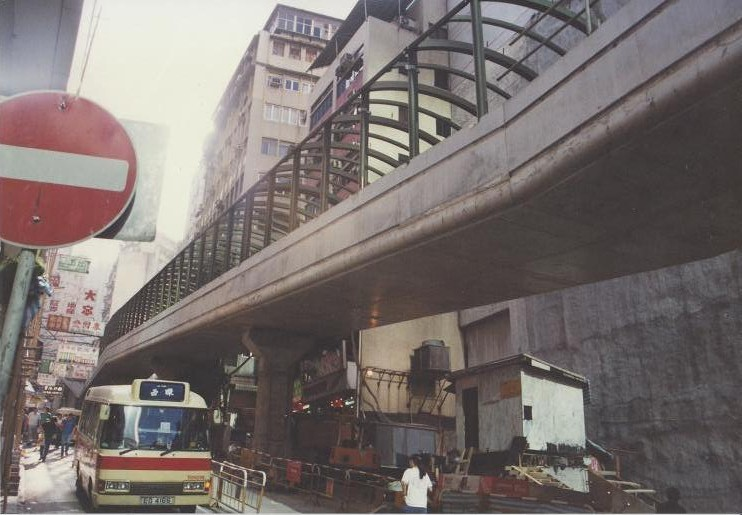
Un'immagine del Central–Mid-Levels escalator durante la costruzione nel corso del 1993

La proposta del progetto si concretizzò già nel novembre 1987, quando il governo decise di affrontare il problema del crescente traffico automobilistico della zona. Il progetto è stato realizzato dallo studio P & T Architects & Engineers Ltd..
Costruito tra il 1992 e il 1993, per meglio connettere il quartiere del Central Market al Western District, la struttura è stata inaugurata il 15 ottobre 1993, divenendo presto uno dei sistemi di trasporto pubblico più utilizzati della zona.

## Caratteristiche

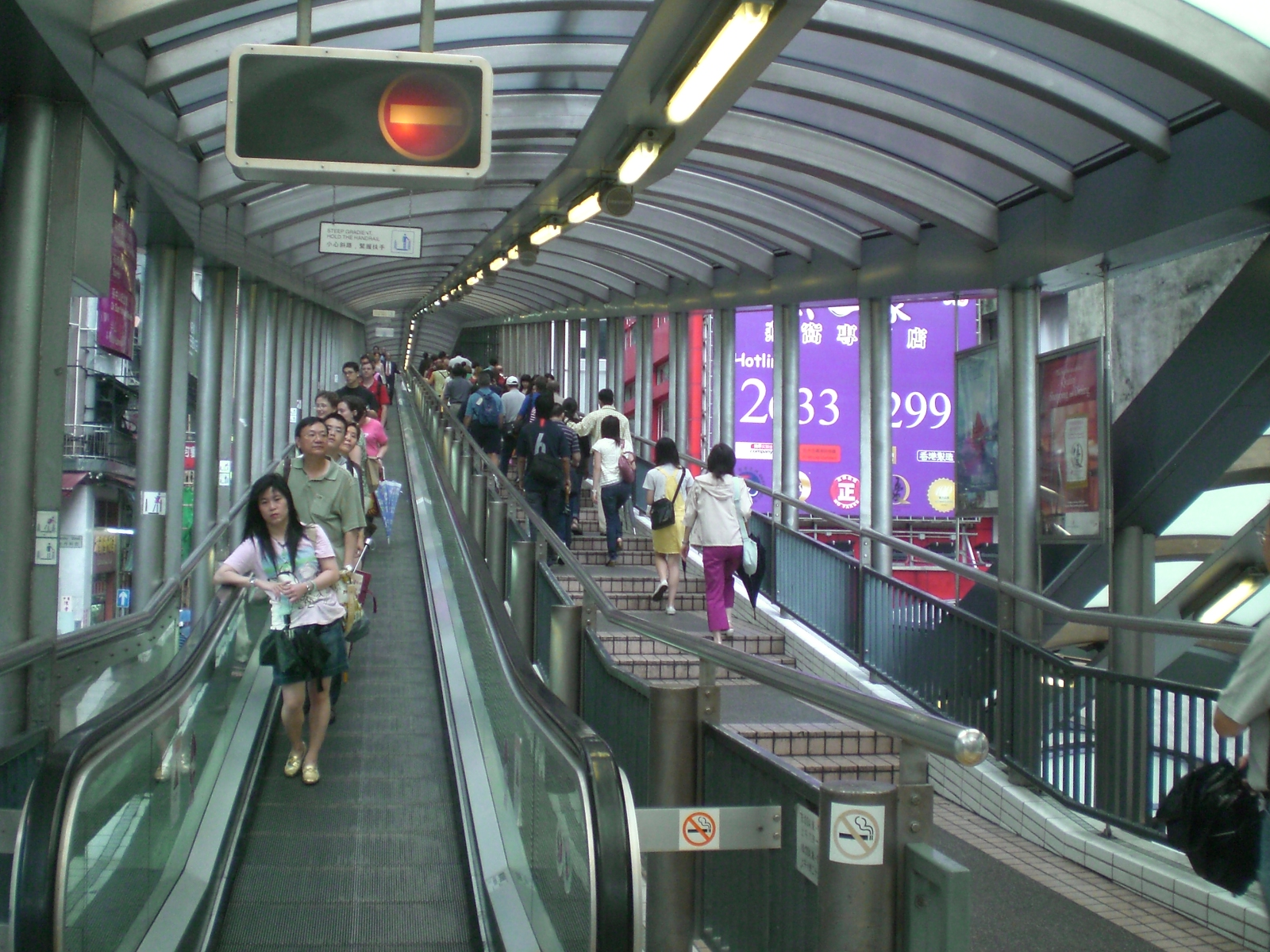
Una veduta interna

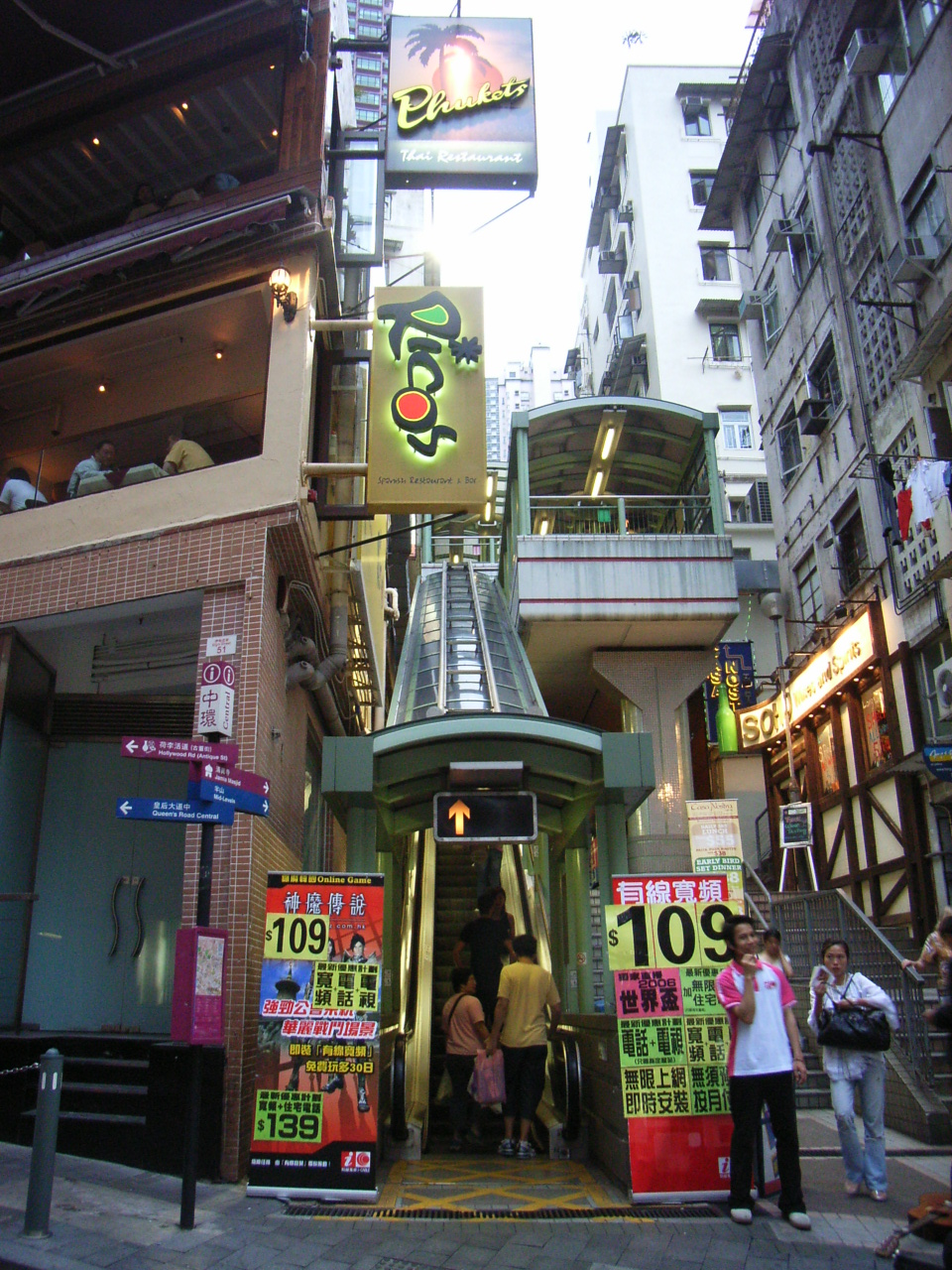
L'ingresso di Elgin Street

L'area metropolitana dell'isola di Hong Kong, tra le più popolose al mondo, è notoriamente caratterizzata da immediati rilievi collinari alle spalle della costa che affaccia sulla baia di Kowloon.
Da quando è stato ufficialmente aperto al pubblico, il sistema di scale mobili ha svolto un ruolo importante nel trasporto del distretto centrale e occidentale contribuendo ad una parziale pedonalizzazione di alcune aree. Esso collega la Queen's Road Central del quartiere Central con la Conduit Road posto sulla collina soprastante, incrociando molteplici traverse lungo il tragitto e la principale stazione di accesso è quella sottostante, collegata al Central Market mediante un passaggio sopraelevato.
Il sistema di scala mobile è lungo circa 800 metri e percorre un dislivello di 135 metri, con un tempo di percorrenza totale di circa 20 minuti. Esso si compone di una ventina di scale mobili e tre passerelle mobili, è dotato di una copertura e accessi da ogni strada che attraversa, scorrendo spesso su entrambi i lati della strada.
Secondo il Guinness World Records, questo è il più lungo sistema di scale mobili esterne coperte.
In funzione dal 1993, l'opera è costata HK$ 240.000.000 e prevede costi annuali di manutenzione di circa HK$ 950.000.

### Percorso
La struttura attraversa le seguenti strade:
- Queen's Road Central (皇后大道中)
- Stanley Street (士丹利街)
- Wellington Street (威靈頓街)
- Gage Street (結志街)
- Lyndhurst Terrace (擺花街)
- Hollywood Road (荷里活道)
- Staunton Street (士丹頓街)
- Elgin Street (伊利近街)
- Caine Road (堅道)
- Mosque Street (摩羅廟街)
- Mosque Junction (摩羅廟交加街)
- Robinson Road (羅便臣道)
- Conduit Road (干德道)

## Traffico
Il Transport Department di Hong Kong ha monitorato l'intero sistema nel 2005 e nel 2010.
Nel 2005, il sistema ha visto circa 54.000 passaggi pedonali giornalieri che sono cresciuti fino a 85.000 passaggi nel 2010.
L'ente ha quindi osservato che il sistema è utilizzato massivamente e ha contribuito a diminuire la domanda di trasporto pubblico nella zona di sua pertinenza; tuttavia non ha convinto a rinunciare all'utilizzo della vettura privata una percentuale ancora alta di automobilisti e non ha ridotto significativamente la congestione del traffico. Il Transport Department effettuerà un altro monitoraggio nel 2016.
La struttura effettua il servizio di sola discesa dalle 6:00 alle 10:00 e sola salita dalle 10:00 alle 24:00, questo per sgravare il traffico generato dai pendolari che dalle zone residenziali si dirigono verso i luoghi di lavoro in centro. Oltre a servire come mezzo di trasporto, il sistema rappresenta anche un'attrazione turistica e dispone di ristoranti, bar e negozi in prossimità del suo percorso.

## La struttura nella cultura di massa
La struttura è stata utilizzata anche come luogo di ripresa per diverse pellicole cinematografiche, tra cui:
- Hong Kong Express (1994). Il regista Wong Kar-Wai ha dichiarato: «La location mi interessava perché nessuno aveva mai girato un film lì e abbiamo anche trovato la luce del tutto appropriata alle riprese.»[9]
- Chinese Box (1997). Effettuato nei mesi immediatamente precedenti al trasferimento della sovranità di Hong Kong nel 1997, l'appartamento-ufficio del protagonista John, Jeremy Irons, si trova proprio nelle scale mobili Central-Mid-levels.
- Il cavaliere oscuro (2008). Le riprese si sono svolte dal 6 all'11 novembre 2007.